# Desmosoma lineare
Desmosoma lineare is een pissebed uit de familie Desmosomatidae. De wetenschappelijke naam van de soort is voor het eerst geldig gepubliceerd in 1864 door G.O. Sars.